# Centurian (Rebsorte)
Centurian ist eine Rotweinsorte. Es handelt sich um eine Neuzüchtung zwischen (Carignan x Cabernet Sauvignon) und Grenache. Die Kreuzung erfolgte im Jahre 1949 durch Harold Olmo an der University of California in Davis. Die Markteinführung der Rebsorte erfolgte 1976.
Die Muttersorte (Carignan x Cabernet Sauvignon) mit dem Namen F2-7 entstand schon im Jahre 1936. Züchtungsziel war es, eine Sorte speziell für die trockenen und heißen Verhältnisse des Central-Valley-Bereichs in Kalifornien zu kreieren, die den Sortencharakter eines Cabernet Sauvignon tragen sollte.
Aktuell sind ca. 87 acre (35,2 Hektar) in Kalifornien (→ Weinbau in Kalifornien) mit der Sorte Carnelian bestockt. Da die Sorte kaum nachgepflanzt wird, nehmen die Bestände ab.
Mit denselben Eltern wurde im Jahre 1949 die Sorte Carnelian gezüchtet.
Siehe auch den Artikel Weinbau in den Vereinigten Staaten sowie die Liste von Rebsorten.
Synonyme: Centurion
Abstammung: (Carignan x Cabernet Sauvignon) x Grenache